# Жуков Георгій Геннадійович
Георгій Геннадійович Жуков (нар. 19 листопада 1994, Семипалатинськ, Казахстан) — бельгійський та казахський футболіст, півзахисник китайського клубу «Цянчжоу Майті Лайонз» та національної збірної Казахстану.

## Життєпис

### Ранні роки
Народився 19 листопада 1994 року в казахстанському місті Семипалатинськ в родині росіянина та казашки корейського походження. Має молодшого брата Олександра (2010 року народження). Через два місяці після його народження родина переїхала до Алмати, а в 1999 році разом із батьками переїхав до Бельгії, де оселився в Антверпені й розпочав займатися футболом. Батько Георгія в молодості займався легкою атлетикою, але через проблеми із серцем залишив спорт. У 16-річному віці отримав бельгійське та російське громадянство. Володіє чотирма мовами: англійською, фламандською, французькою та російською.

### Клубна кар'єра
Футболом розпочав займатися в «Тернессе ВВ Воммельгем». На юнацькому та молодіжному рівні виступав також за «Беверен», «Андерлехт», «Академі Тонгерло» та «Беєрсхот». 7 травня 2011 року 16-річний Георгій дебютував за основну команду вище вказаного клубу, вийшов на заміну в поєдинку чемпіонату проти «Кортрейка». У чемпіонаті Бельгії дебютував 18 листопада 2012 року у матчі 16-го туру проти «Локерена», вийшовши на заміну. Провів 3 матчі першості за «Жермінал», а наприкінці сезону 2012/13 років опустився в Твідеклассе, що призвело до банкрутства клубу. У червні 2013 року підписав 4-річний контракт з льєзьким «Стандардом», але в команді надовго не затримався, і вже в січні 2014 року відданий в оренду казахстанському клубу «Астана». У футболці столичного клубу дебютував 28 травня 2014 року в переможному (2:1) виїзному поєдинку проти «Тараза». У сезоні 2014 року разом з «Астаною» виграв чемпіонат Казахстану. У свою чергу, на початку 2015 року він виграв Суперкубок Казахстану, а потім і чемпіонат. У складі столичного клубу грав у груповому етапі Ліги чемпіонів 2015. У вище вказаному турнірі провів 6 матчів, в яких «Астана» здобула 4 нічиїх та зазнала 2-х поразок У січні 2016 року відданий в оренду «Роді» (Керкраде), яка виступала в Ередивізі.
Після закінчення контракту зі «Стандардом» влітку 2016 року уклав контракт із клубом російської прем'єр-ліги «Урал» (Єкатеринбург) терміном на три роки.
Не зумів закріпитись в основному складі клубу, повернувся до Казахстану та у грудні 2016 року підписав 3-річний контракт з «Кайратом». Зігравши за два сезони 43 матчі та забив три м'ячі, став із командою дворазовим віце-чемпіоном Казахстану та дворазовим володарем Кубка Казахстану.
У листопаді 2019 року підписав контракт із польською командою «Вісла» з Кракова, яку очолював Артур Сковронек. Угода набула чинності 1 січня 2020 року. Також контракт включає опцію можливого продовження.

### Кар'єра в збірній
Завдяки бельгійському громадянству Жуков зміг виступати за збірну Бельгії. У лютому 2013 року він вперше отримав виклик до юнацької збірної (U-19) та дебютував у товариському матчі з однолітками з Греції. Жуков вийшов у стартовому складі, а через годину його замінив півзахисник «Генка» Пітер Геркенс. Загалом провів 3 поєдинки за юнацьку команду бельгійців.
У січні 2014 року Жуков заявив, що має намір отримати громадянство Казахстану та виступати за молодіжну збірну країни. Оформивши громадянство, дебютував за молодіжну збірну у товариському матчі проти узбецького клубу «Насаф», а потім зіграв проти однолітків із Азербайджану. Наприкінці січня Жуков вирушив зі збірною до Санкт-Петербурга, де взяв участь у Кубку Співдружності, зігравши шість матчів. Загалом провів 5 офіцій1них поєдинків за казахську молодіжку. Жукова запрошували до складу національної збірної Казахстану. Зіграв у двох товариських матчах. У вересні 2014 року отримав виклик до національної збірної Казахстану на матчі відбіркові чемпіонату Європи 2016 проти Нідерландів і Чехії, але відмовлявся приїжджати на збори перед офіційними іграми, сподіваючись у майбутньому грати за Бельгію.
У березні 2015 року викликаний на кваліфікаційний матч проти Ісландії та товариський поєдинок проти Росії. Приєднався до тренувального табору національної команди після завершення матчу проти Ісландії (0:3), за що отримав покарання від Казахстанської федерації футболу. Дебютував у збірній Казахстану 31 березня 2015 року у Хімках у товариському матчі зі збірною Росії (0:0). З червня 2015 року відхиляв подальші виклики тренера Юрія Красножана, пояснивши, що хоче представляти на міжнародному Бельгію чи Росію. У січні 2017 року вирішив продовжити виступи за збірну Казахстану. Того ж року провів на три гри за національну команду. І лише у 2018 році отримав виклик до збірної на п'ять матчів.

## Статистика виступів

### Клубна
Станом на 6 січня 2023
| Клуб                   | Сезон             | Ліга                    | Ліга  | Ліга | Нац. кубок | Нац. кубок | Конт. кубок | Конт. кубок | Інші  | Інші | Загалом | Загалом |
| Клуб                   | Сезон             | Дивізіон                | Матчі | Голи | Матчі      | Голи       | Матчі       | Голи        | Матчі | Голи | Матчі   | Голи    |
| ---------------------- | ----------------- | ----------------------- | ----- | ---- | ---------- | ---------- | ----------- | ----------- | ----- | ---- | ------- | ------- |
| «Беєрсхот»             | 2011–12           | Ліга Жупіле             | 0     | 0    | 0          | 0          | -           | -           | -     | -    | 0       | 0       |
| «Беєрсхот»             | 2012–13           | Ліга Жупіле             | 3     | 0    | 0          | 0          | -           | -           | -     | -    | 3       | 0       |
| «Беєрсхот»             | Загалом           | Загалом                 | 3     | 0    | 0          | 0          | -           | -           | -     | -    | 3       | 0       |
| «Стандард»             | 2013–14           | Ліга Жупіле             | 0     | 0    | 0          | 0          | 0           | 0           | -     | -    | 0       | 0       |
| «Стандард»             | 2014–15           | Ліга Жупіле             | 0     | 0    | 0          | 0          | 0           | 0           | -     | -    | 0       | 0       |
| «Стандард»             | 2015–16           | Ліга Жупіле             | 0     | 0    | 0          | 0          | 0           | 0           | -     | -    | 0       | 0       |
| «Стандард»             | Загалом           | Загалом                 | 0     | 0    | 0          | 0          | 0           | 0           | 0     | 0    | 0       | 0       |
| «Астана» (оренда)      | 2014              | Прем'єр-ліга Казахстану | 12    | 0    | 3          | 0          | 8           | 0           | -     | -    | 23      | 0       |
| «Астана» (оренда)      | 2015              | Прем'єр-ліга Казахстану | 27    | 2    | 4          | 0          | 11          | 0           | 1     | 0    | 43      | 2       |
| «Астана» (оренда)      | Загалом           | Загалом                 | 39    | 2    | 7          | 0          | 19          | 0           | 1     | 0    | 66      | 2       |
| «Рода» (оренда)        | 2015–16           | Ередивізі               | 16    | 1    | 1          | 0          | –           | –           | –     | –    | 17      | 1       |
| «Урал» (Єкатеринбург)  | 2016–17           | Прем'єр-ліга Росії      | 4     | 0    | 2          | 0          | –           | –           | –     | –    | 6       | 0       |
| «Кайрат»               | 2017              | Прем'єр-ліга Казахстану | 23    | 1    | 4          | 1          | 1           | 0           | 1     | 0    | 29      | 2       |
| «Кайрат»               | 2018              | Прем'єр-ліга Казахстану | 20    | 2    | 4          | 0          | 4           | 0           | 1     | 0    | 29      | 2       |
| «Кайрат»               | 2019              | Прем'єр-ліга Казахстану | 26    | 2    | 0          | 0          | 4           | 0           | 0     | 0    | 30      | 2       |
| «Кайрат»               | Загалом           | Загалом                 | 69    | 5    | 8          | 1          | 9           | 0           | 2     | 0    | 88      | 6       |
| «Вісла» (Краків)       | 2019–20           | Екстракляса             | 13    | 0    | 0          | 0          | -           | -           | -     | -    | 13      | 0       |
| «Вісла» (Краків)       | 2020–21           | Екстракляса             | 25    | 0    | 1          | 0          | -           | -           | -     | -    | 26      | 0       |
| «Вісла» (Краків)       | 2021–22           | Екстракляса             | 18    | 1    | 3          | 0          | -           | -           | -     | -    | 21      | 1       |
| «Вісла» (Краків)       | Загалом           | Загалом                 | 56    | 1    | 4          | 0          | 0           | 0           | 0     | 0    | 60      | 1       |
| «Цянчжоу Майті Лайонз» | 2022              | Китайська Суперліга     | 16    | 0    | 3          | 0          | -           | -           | -     | -    | 19      | 0       |
| Усього за кар'єру      | Усього за кар'єру | Усього за кар'єру       | 203   | 9    | 25         | 1          | 28          | 0           | 3     | 0    | 259     | 10      |

### У збірній
| національна збірна Казахстану | національна збірна Казахстану | національна збірна Казахстану |
| Рік                           | Матчі                         | Голи                          |
| ----------------------------- | ----------------------------- | ----------------------------- |
| 2015                          | 2                             | 0                             |
| 2017                          | 3                             | 0                             |
| 2018                          | 5                             | 0                             |
| 2019                          | 5                             | 0                             |
| 2021                          | 5                             | 0                             |
| 2022                          | 1                             | 0                             |
| Total                         | 21                            | 0                             |

Статистика станом на 29 березня 2022 року

## Досягнення
«Астана»
- Прем'єр-ліга Казахстану
  -  Чемпіон (2): 2014, 2015

- Суперкубок Казахстану
  -  Володар (1): 2015

«Кайрат»
- Прем'єр-ліга Казахстану
  -  Срібний призер (2): 2017, 2018

- Кубок Казахстану
  -  Володар (2): 2017, 2018

- Суперкубок Казахстану
  -  Володар (1): 2017
  -  Фіналіст (2): 2018, 2019